# Hemtjärnen (Gagnefs socken, Dalarna)
Hemtjärnen är en sjö i Gagnefs kommun i Dalarna och ingår i Dalälvens huvudavrinningsområde. Norr om sjön, vid Dalälven, ligger Hemtjärns naturreservat.